# 飼育 (映画)
『飼育』は、1961年（昭和36年）11月22日に公開された大島渚監督による日本映画である。パレスフィルムプロダクション製作、大宝配給。白黒、ワイド作品。
大江健三郎の小説『飼育』を原作とする。

## 概要
昭和20年（1945年）の初夏、ある山村に墜落した米軍機の生き残りである黒人兵士と村人との異様な関わりと顛末を描いた作品。タイトルの『飼育』とは、黒人兵士が村人に閉じ込められ鎖で繋がれた状態で管理下に置かれ、飼育されているかのような状況であったことに因んでいる。
本作は、公開の3か月前に倒産した新東宝を分社化して同年9月1日に設立され、わずか6本を配給して活動を停止した大宝株式会社の設立第3作であった。同社の散逸した配給作品のなかで、本作と『狂熱の果て』のみが、通時的に鑑賞可能なフィルムである。英題は The Catch 、仏題は Le Piège である。
本作で鷹野家として使用された長野県南相木村の古民家は、お笑いコンビハリセンボンの近藤春菜の母方の祖父の家である。

## スタッフ
- 製作 - 田島三郎、中島正幸
- 協力 - 佐野博
- 原作 - 大江健三郎
- 脚本 - 田村孟
- 脚本協力 - 松本俊夫、石堂淑朗、東松照明
- 撮影 - 舎川芳次
- 照明 - 菱沼誉吉
- 美術 - 平田逸郎
- 録音 - 岡崎三千雄
- 音楽 - 真鍋理一郎
- 三頸獅子舞指導 - 別所神社子連中
- 編集 - 宮森みゆり
- 効果 - 角田陽次郎
- 振付 - 西野皓三
- 助監督 - 柳田博美
- 製作主任 - 岸田秀男
- デザイン - 粟津潔
- 監督 - 大島渚
- 製作 - パレスフィルムプロダクション
- 配給 - 大宝

## 出演者
- 黒人兵 - ヒュー・ハード
- 鷹野一正 - 三國連太郎
- 鷹野かつ（一正の妻） - 沢村貞子
- 鷹野久子（一正の長男の妻） - 中村雅子
- 幹子（一正の姪） - 大島瑛子
- 秋さん（鷹野家の百姓番頭） - 浜村純
- 利吉（鷹野家の百姓番頭） - 相川史朗
- 塚田伝松 - 山茶花究
- 塚田ます（伝松の妻） - 岸輝子
- 塚田幸子 - 三原葉子
- 治（伝松の甥） - 牧江重行
- 孝（伝松の甥） - 京須雅臣
- 小久保余一 - 加藤嘉
- 小久保次郎（余一の息子） - 石堂淑朗
- 小久保八郎（次郎の弟） - 入住寿男
- 石井弘子 - 小山明子
- 百合子（弘子の娘） - 上原京子
- 桃子 - 上原以津子
- 角屋 - 島田屯
- 春夫 - 黒坂明二
- 鉄砲撃ち - 今橋恒
- 忠勇 - 横田利郎
- 治作 - 竹田怯一
- 気違い女 - 槇伸子
- 役場の書記 - 戸浦六宏
- 巡査 - 小松方正
- その他 - 谷野博、山田強、鈴木晴男、鈴木英男、中島朝次、葛城伸、望月晃